# Ballaban
Ballaban è una frazione del comune di Këlcyrë in Albania (prefettura di Argirocastro).
Fino alla riforma amministrativa del 2015 era comune autonomo, dopo la riforma è stato accorpato, insieme agli ex-comuni di  Dishnicë, Këlcyrë e Sukë  a costituire la municipalità di Këlcyrë.

## Località
Il comune era formato dall'insieme delle seguenti località:
- Ballaban
- Vinokash
- Vonokash Fushe
- Komarak
- Mazhar
- Kondas
- Psar
- Ball
- Kajce
- Pavar
- Toshkez
- Bubes 1
- Bubez 2
- Beqara